# Hubertus Antonius van der Aa
Hubertus Antonius van der Aa (Tilburg, 5 luglio 1935 – 7 maggio 2017) è stato un botanico e micologo olandese specialista della famiglia Asclepiadaceae..

## Opere principali
- Memorial Issue Dedicated to J.A. Von Arx, Studies in mycology 31, Ed. Josef Adolf Arx y Centraalbureau voor Schimmelcultures, 1989, 212 pp., ISBN 907035117X.
- Studies in phyllosticta I., Studies in mycology 5. Ed. Centraalbureau voor Schimmelcultures, 1973, 110 pp.